# 1069 Planckia
1069 Planckia là một tiểu hành tinh vành đai chính. Nó được phát hiện bởi Max Wolf ngày 28 tháng 1 năm 1927. Tên ban đầu của nó là 1927 BC. Nó được đặt theo tên physicist Max Planck.